# Ludwig Kunz
Ludwig Kunz (* 15. Februar 1900 in Görlitz; † 1976 in Amsterdam) war ein deutsch-niederländischer Autor, Herausgeber, Schriftsteller, Kritiker, Übersetzer und vielseitiger „Kulturvermittler“. Er wurde in einer jüdischen Familie geboren.
Kunz war der Sohn eines Textilfabrikanten. Er schrieb für das Berliner Tageblatt  und die Vossische Zeitung. In seinen Veröffentlichungen kamen vor allem junge Lyriker zu Wort, die erste Proben durchführten oder deren Werke keine Chance zur Veröffentlichung hatten. Er gab von 1923 bis 1931 im Selbstverlag die Zeitschrift Die Lebenden heraus. Neben den auf Grund der Unregelmäßigkeit als „Flugblätter“ bezeichneten Ausgaben der Zeitschrift und zahlreichen Essays gehörte unter anderem ein Buch über „Gerhart Hauptmann und das junge Deutschland“ zu seinen Werken. Es erschienen auch Veröffentlichungen in niederländischer Sprache. Als Jude floh er 1938 vor den Nazis in die Niederlande und lebte bis zum Kriegsende im Untergrund. Sein Nachlass befindet sich in der Oberlausitzischen Bibliothek der Wissenschaften.

## Lebenslauf

### Erste Lebenshälfte: Görlitz
Die Familie Kunz besaß eine Textilfabrik im Zentrum von Görlitz. Ludwig war vorbestimmt, den Betrieb zu übernehmen. Aber sein Interesse galt der Kunst und der Literatur. Schon in jungen Jahren setzte er sich für das Kulturleben der Stadt Görlitz ein. Er gründete den Kulturkreis „Freie Gruppe Die Lebenden“ und gab dazu 1923–1931 das „Flugblatt“ Die Lebenden heraus. Der Titel betont den Gegensatz zu den konservativen Geistern, die sich auf kanonische, verstorbene Künstler beriefen. Vorbilder waren wohl bekannte Zeitschriften des Expressionismus wie Die Aktion und Der Sturm, aber es kündigte sich vor allem Neuland an: Künstler und Dichter nachexpressionistischer, avantgardistischer Prägung dichteten und zeichneten Beiträge. Die Illustrationen – Grafiken befreundeter Künstler – wurde von dem Kunstkritiker Willi Wolfradt betreut. Es erschienen Holz- und Linolschnitte von Felixmüller, Johannes Wüsten, Max Thalmann, Otto Kratzer und anderen. Dichter wie Max Herrmann-Neiße, Else Lasker-Schüler, Wilhelm Lehmann und Oskar Loerke trugen bei. Viele stammten aus dem schlesischen Umkreis, doch auch prominente Schriftsteller aus anderen Gegenden wie Thomas Mann, Alfred Döblin und Robert Musil verfassten Beiträge.
Nach der Machtübernahme Hitlers wurde der Familie Kunz das Leben zunehmend erschwert. Bereits 1934 durfte Ludwig Kunz sich nicht mehr am kulturellen Leben beteiligen. Noch einige Jahre harrte er in Görlitz aus und bemühte sich um den Familienbetrieb. Als der Betrieb „arisiert“ wurde, floh er in letzter Minute mit dem Betriebswagen über die Grenze. Anfänglich wollte er weiterreisen – zwei seiner Brüder konnten nach Südamerika fliehen, der dritte wurde später in Auschwitz ermordet – aber er bekam kein Visum und so blieb er in den Niederlanden. Er konnte nur wenig mitnehmen, aber sein teuerstes Kleinod, sein „Panoptikum“ mit Widmungen vieler berühmter Dichter und Künstler, das er seit den 20er Jahren führte, konnte er mitnehmen. Dieses wertvolle Zeitdokument befindet sich in Kunz’ Nachlass.

### Flucht und Untergrund
In den ersten Jahren lebte Ludwig Kunz in der kleinen Industriestadt Zaandam, unweit von Amsterdam. Er hatte sich gemeldet und lebte dort nicht illegal, doch 1940 überholte ihn der Krieg, als die Deutschen die Niederlande am 10. Mai 1940 überfielen. Der Sicherheitsdienst der deutschen Besatzer ließ Fahndungslisten zusammenstellen und beauftragte die Polizei, Juden sowohl aus den Niederlanden wie Flüchtlinge aus Deutschland zu fassen. Kunz wurde rechtzeitig gewarnt und tauchte in Amsterdam unter. Die erste Adresse war wohl das Haus des Schweizer Konsuls. Der Kontakt kam wahrscheinlich über Ruth Lilienstein (später Ruth Liepman) zustande, mit der Kunz nach dem Krieg in Kontakt stand, als sie ihre Literaturagentur in Zürich betrieb. Er musste jedoch oft die Adresse wechseln und landete nach einiger Zeit in dem Süden der Niederlande. Seine Bedrängnisse als Flüchtling und Untergetauchter beschrieb er im autobiografischen Roman Weg door de nacht (Gang durch die Nacht), der unmittelbar nach dem Krieg in niederländischer Übersetzung erschien. Das deutsche Manuskript ist verschollen. Einige Ausschnitte in deutscher Rückübersetzung erschienen in Andringa (Hg.) 2017. Im Amsterdamer Untergrund lernte Luku, wie ihn seine Freunde nannten, niederländische Künstler und Dichter kennen, die im Widerstand aktiv waren. Diese Künstler, u. a. Karel Appel, Constant, Corneille, Lucebert, sollten später als die internationale „Cobra“-Gruppe berühmt werden, die Dichter (Gerrit Kouwenaar, Jan Elburg, Bert Schierbeek und andere) als die „Bewegung Fünfzig“ in der niederländischen Poesie.

### Zweite Lebenshälfte: Amsterdam
Nach dem Krieg ließ Kunz sich in Amsterdam nieder. Er erhielt die niederländische Staatsangehörigkeit. Wie er sich eine Rückkehr nach Deutschland vorstellte, ist seinen Erzählungen zu entnehmen, die 1949, wiederum in niederländischer Übersetzung, erschienen unter dem Titel Sprong in het leven (Sprung ins Leben). Einen Einblick, wie er die Zeit nach dem Krieg erlebte, gewinnt man aus dem Roman Negentien-NU (Neunzehn-Jetzt) (1950) seines Freundes Gerrit Kouwenaar – der später einer der angesehensten Dichter der Niederlande wurde. In einem der Protagonisten lassen sich unschwer Züge von Kunz erkennen. Er leidet unter Schlaflosigkeit und Depressionen, ist nahe am Suizid.
Kunz selbst hat sich kaum zu seinem persönlichen Leben geäußert. Anfänglich brachte er sich als Kurzwarenvertreter durch, aber bald nahm er das Schreiben wieder auf. Er hatte bereits während des Krieges ein Netz von Schriftstellern und auch Journalisten kennengelernt, die ihm zu Beiträgen über deutsche Literatur für links engagierte Blätter einluden. Ab 1950 schrieb er regelmäßig für die prominente Tageszeitung Algemeen Handelsblad. Bis 1970 erschienen um die sechzig Beiträge über deutsche Literatur: Rezensionen, Sammelbesprechungen und Interviews mit Schriftstellern und anderen Personen, die im Umfeld der Literatur und des Theaters tätig waren. Auch suchte Kunz nach alten Bekannten, die über die Welt verstreut waren. Davon zeugen manchmal seine Artikel, aber auch Korrespondenzen und Einträge in seinem Panoptikum. Wir finden die Namen von Thomas und Heinrich Mann, die Witwe des Dichters Max Herrmann-Neiße, Max Brod, Kurt Pinthus, Wilhelm Lehmann und vielen anderen. Sein besonderes Interesse galt den alten Freunden Max Herrmann-Neiße und Ludwig Meidner. Als Nachlassverwalter der schriftlichen Arbeiten von Ludwig Meidner gab er das Buch Dichter, Maler und Cafés (Zürich 1973) heraus. Schon früh führte er in den Niederlanden die Werke deutschsprachiger Autoren wie Hermann Hesse, Robert Musil, Heinrich Mann, Ernst Toller und Heinrich Böll ein.
1950–1955 gab Kunz wieder ein „Pamphlet“ aus, das stark an seine früheren Die Lebenden erinnerte. Es trug den Titel De Kim, „Der Horizont“. Wiederum wurde Literarisches mit Graphik kombiniert, wiederum umfasste es Avantgardistisches, aber diesmal lässt sich eine Verbindung zum Ideengut der Cobra-Bewegung erkennen. In der Verbindung von Poesie und graphischer Kunst, aber auch im sozialen Engagement ließe sich eine Parallele zwischen der Avantgarde der Weimarer Republik und den Entwicklungen in Kunst und Literatur der späten vierziger und der fünfziger Jahre ziehen. Kunz hat dies sicherlich erkannt. Sein neues Blatt war internationaler als die früheren „Lebenden“ ausgerichtet. Die Nummer 5 der insgesamt 6/7 Nummern ist der niederländischen Poesie gewidmet. Hier tritt Kunz zum ersten Mal als Übersetzer hervor. Er erlernte die niederländische Sprache und setzte sich in den nachfolgenden Jahren für die Verbreitung der niederländischen Poesie in Deutschland ein. Vor allem mit dem Dichter-Maler Lucebert arbeitete er jahrelang zusammen; auch um die Gedichte des Flamen Hugo Claus kümmerte er sich bis zum Ende seines Lebens. 1957 gab er die Anthologie Junge Niederländische Lyrik in der Eremitenpresse von V.O. Stomps heraus. 1965 folgte ein zweiter Band unter dem gleichen Titel.
In den sechziger Jahren verfasste Kunz Zeitungsartikel über Literatur und kulturelle Ereignisse in den Niederlanden in deutschsprachigen Zeitungen (u. a. Deutsche Woche, Frankfurter Allgemeine Zeitung, Neue Zürcher Zeitung). Auch trug er zu deutschen Rundfunksendungen bei.
Für seine Übertragungen und seine Bemühungen, die niederländische Kultur im deutschsprachigen Bereich zu verbreiten, erhielt Kunz 1965 den wichtigsten niederländischen Preis für Übersetzer, den Martinus Nijhoff-Preis.

## Bibliographie von Ludwig Kunz

### Literarische Schriften
- 1946 – Weg door de Nacht. Autor. Aus dem Deutschen übersetzt von Jan W. Rens. Mit einer Einleitung von Theun de Vries. Amsterdam: Uitgeverij De Uil.
- 1949 – Sprong in het Leven. Aus dem Deutschen übersetzt von Gerrit Kouwenaar. Mit einer Einleitung von Nico Rost. Amsterdam: C. Hafkamp.[9]

### Übertragungen
- 1951 – Ludwig Kunz, Meta 6, Junge Maler und Poeten. Juli 1951. Frankfurt am Main: Meta-Verlag, K. O. Götz. [Übersetzung von Fragmente von Texten von Lucebert, Elburg, Schierbeek].
- 1955 – Hans Lodeizen. Gedichte. Aus dem Holländischen ins Deutsche übertragen von Ludwig Kunz und Karl Schwedhelm [unveröffentl. Typoskript im Ludwig Kunz-Archiv].
- 1957 – Junge niederländische Lyrik. Herausgegeben und eingeleitet von Ludwig Kunz. Stierstadt im Taunus: Eremiten-Presse. [Übersetzung von Gedichte von Hans Andreus, Remco Campert, Jan G. Elburg, Gerrit Kouwenaar, Hans Lodeizen und Lucebert und Prosa von Bert Schierbeek]
- 1960 – Geh durch den Spiegel. Folge 21/1960: Lucebert. Katalog zu den Ausstellungen der Galerie Der Spiegel, Köln. Vorwort und Übersetzung von zehn Gedichten Luceberts. Köln: Galerie Der Spiegel.
- 1960 – Lucebert. Beelden in het heden: Holländische Plastik der Gegenwart. Katalog. Übersetzung Ludwig Kunz. Basel: Kunsthalle Basel.
- 1960 – Lucebert. Lithologie: zehn Gedichte, zehn Litho’s. Mit drei Gedichtübertragungen von Ludwig Kunz. Hilversum Holland: Steendrukkerij De Jong & Co.
- 1962 – Geh durch den Spiegel, Folge 29/1962: Karel Appel. Kataloge zu den Ausstellungen der Galerie Der Spiegel, Köln. Mit Texten von Lucebert, Schierbeek und Oxenaar. Übersetzung von Lucebert [Prosa ‘appel’s verflichaam leeft’ (1961)] und Schierbeek [Fragment Het dier heeft een mens getekend (1960)] durch Ludwig Kunz. Köln: Galerie Der Spiegel.
- 1962 – Lucebert. Gedichte und Zeichnungen. Ins Deutsche übertragen und mit einem Nachwort von Ludwig Kunz. München und Hamburg: Verlag Heinrich Ellermann.
- 1963 – Lucebert, ‘wat het oog schildert’ / ‘Was das Auge malt’. In: Lucebert. Städtische Kunstgalerie Bochum 25. Mai – 21. Juli 1963. Katalog. Mit einem Vorwort von Peter Leo.
- 1963 – Lucebert, ‘Hört Kinder etwas Schweres kommt hier zur Sprache’ [Übersetzung von Prosa ‘Kalm aan kinderen, er valt iets zwaars’ (1961)]. In: Lucebert. Städtische Kunstgalerie Bochum 25. Mai – 21. Juli 1963. Katalog. Mit einem Vorwort von Peter Leo.
- 1963 – Constant, New Babylon. Mit Simon Vinkenoog: „Präambel zu einer neuen Welt“ und zehn Grafiken. Übers. von Ludwig Kunz. Amsterdam: Galerie D’Eendt.
- 1965 – Junge niederländische Lyrik. Herausgegeben von Ludwig Kunz. Hugo Claus, Jan G. Elburg, Gust Gils, Gerrit Kouwenaar, Lucebert, Sybren Polet, Bert Schierbeek, Hans Sleutelaar, Hans Verhagen, Simon Vinkenoog. Mit vier Zeichnungen von Lucebert. Stierstadt im Taunus: Eremiten-Presse. Nummerierte Ausgabe (Passgänge. Literarisch-graphische Reihe. Bd. XI).
- 1968 – Willem Sandberg, nu. maintenant. now. jetzt 2. Kwadraat-Bladen Nummer 26. Hilversum: Steendrukkerij De Jong & Co. [Text in vier Sprachen] Ins Deutsche übertragen von Ludwig Kunz, Amsterdam.
- 196* – Corneille. Abessinische Reise. Tagebuchnotizen eines Malers. Übersetzt und eingeleitet von Ludwig Kunz. Stierstadt im Taunus: Eremiten-Presse. [*Jahr des Erscheinens nicht genau festzustellen]
- 1970 – Gerrit Achterberg. Fünf Gedichte. Autorisierte Übertragung aus dem Niederländischen von Ludwig Kunz und Karl Schwedhelm. In: Akzente 1970, 2, S. 152–154.
- 1970 – Hugo Claus. Fünf Gedichte. Autorisierte Übertragung aus dem Flämischen von Ludwig Kunz. In: Akzente 1970, 2, S. 155–157.
- 1972 – Lucebert. Wir sind Gesichter. Gedichte und Zeichnungen. Autorisierte Übertragung aus dem Niederländischen, Auswahl und Nachwort von Ludwig Kunz. Mit einer Einleitung von Helmut Heißenbüttel. Frankfurt am Main: Suhrkamp Verlag, 1972, 96 S. [Bd. 259 der Bibliothek Suhrkamp]
- 1977 – Gedichte aus Belgien und den Niederlanden. Paul van Ostaijen, Gerrit Achterberg, Lucebert, Hugo Claus. Herausgegeben und mit einem Nachwort versehen von Hans Joachim Schädlich. Berlin: Volk und Welt [Übersetzungen von Lucebert und Hugo Claus]

### Herausgeberschaften
- 1923–1931 Die Lebenden. Flugblätter. Hrsg. Ludwig Kunz. Fotomech. Nachdr. 1966, Hilversum: De Boekenvriend u. Zürich: Limmat Verlag. (Einf.: Paul Raabe, Nachw. / Register: Ludwig Kunz.)
- 1932 – Gerhart Hauptmann und das junge Deutschland. Hrsg. Ludwig Kunz. Breslau: Priebatsch’s Buchhandlung. Mit Beiträgen von Max Herrmann-Neiße, Edwin Erich Dwinger, Gerhard Menzel, Johannes R. Becher, Gerhart Pohl, Erik Reger, Werner Milch, Lutz Weltmann, Fred von Zollikofer, Hans Fallada.
- 1932 – Wilhelm Lehmann. Die unbekannte Stimme. Hrsg. Ludwig Kunz. Berlin: Die Rabenpresse. Mit Beiträgen von Moritz Heimann, Emanuel bin Gorion, Hermann Kasack, Oskar Loerke, Werner Milch, Kurt Pinthus, Alfred Wolfenstein, Wilhelm Conrad Gomoll u. a.
- 1950–1955 De Kim. Nos.1–6/7. Amsterdam . Fotomech. Nachdr. 1974, Nendeln / Liechtenstein: Kraus Reprint u. Hilversum: c/o International Literatur Bureau, Heinz Kohn
- 1973 – Ludwig Meidner, Dichter, Maler und Cafes. Hrsg. Ludwig Kunz. Zürich: Verlag Die Arche.

### Vermischte Schriften
- 1928 – Chaos. Berlin: Verlag Der Aufbruch (Aufbruch Bücherei 1).
- 1962 – ohne Titel. Beitrag in: guten morgen vauo – ein buch für den weißen raben v.o. stomps. Hrsg. von Günter Bruno Fuchs und Harry Pross. Frankfurt/Main: Europäische Verlagsanstalt, S. 97/98
- 1965 – Vortrag für die Vereinigung der Deutschen Schriftstellerverbände in Berlin am 11. Mai [unveröff. Manuscript im LKA]
- 1965 – Philipp Bauknecht 1884–1933. Im Katalog zur Ausstellung vom 6. Nov. – 31. Dez. 1965 im Kunstschau Böttcherstrasse Paula Becker-Modersohn – Haus Bremen. Bremen
- 1965 – Dankwoord. In: Sem Dresden u. a., Mededelingen van het Prins Bernhard Fonds. Serie B No 25. Uitreiking van de Martinus Nijhoff-prijs voor Vertalingen 1965. Amsterdam: Prins Bernhard Fonds, S. 11–14
- 1966 – In der Nachhut des Expressionismus. In: Nachdruck Die Lebenden, S. 85–87

Für die Zeitungsartikel in deutschsprachigen und niederländischen Zeitungen siehe die Bibliographie in Andringa 2017.